# オブ・モンスターズ・アンド・メン
オブ・モンスターズ・アンド・メン (Of Monsters and Men) とは、アイスランドのレイキャヴィークにて結成されたインディー・フォークバンドである。2010年に結成、アルバム『My Head Is an Animal』（2011年）でデビューし、全米ビルボード200にて初登場6位を記録する。その後2作目のアルバム『Beneath the Skin』（2015年）、3作目『Fever Dream』（2019年）をリリースしている。

## 来歴

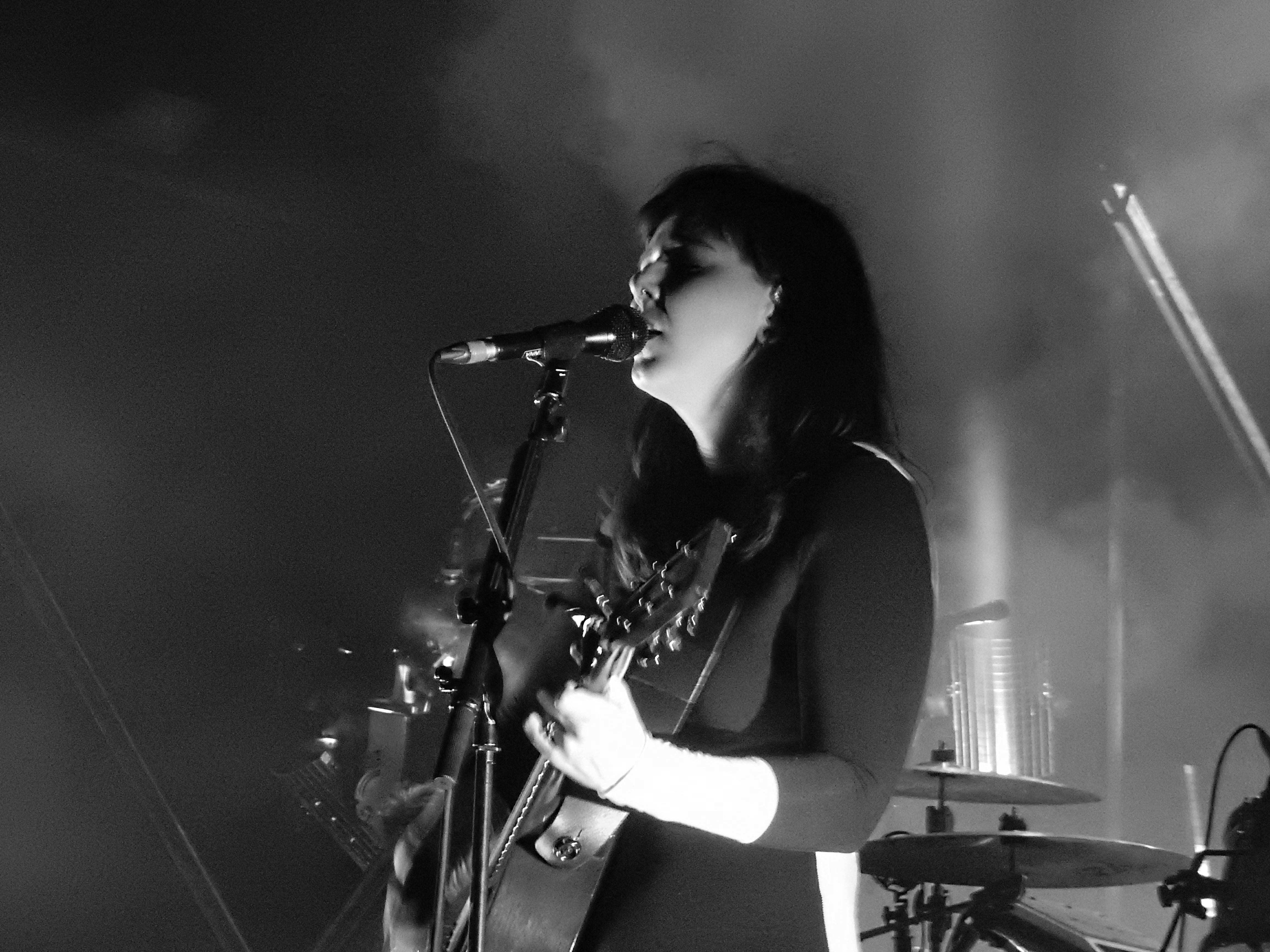
ステージでのナッナ・ブリンディス・ヒルマルスドッティル（2015年）

2010年にアイスランドで結成され、毎年行われているバンド・バトル・コンペティションMúsíktilraunirで優勝する。
2011年、デビュー・アルバム『My Head Is an Animal』をリリース。オーストラリア、アイスランド、アイルランド、アメリカのロック・チャート、オルタナティブ・チャートで1位を記録し、アメリカのビルボード200アルバム・チャートでは6位、イギリスでは3位、ヨーロッパのほとんどのチャートとカナダのトップ20にランクインした。リードシングル「Little Talks」は世界的なヒット曲となり、アイルランドとアイスランドでは1位、USオルタナティブ・ソングスで1位、ヨーロッパのほとんどの音楽チャートでトップ10入りを果たした。
2013年にはEuropean Border Breakers Awardsを受賞した。
2015年、2作目のアルバム『Beneath the Skin』をリリースする。
2019年、3作目のアルバム『Fever Dream』をリリースする。

## メンバー

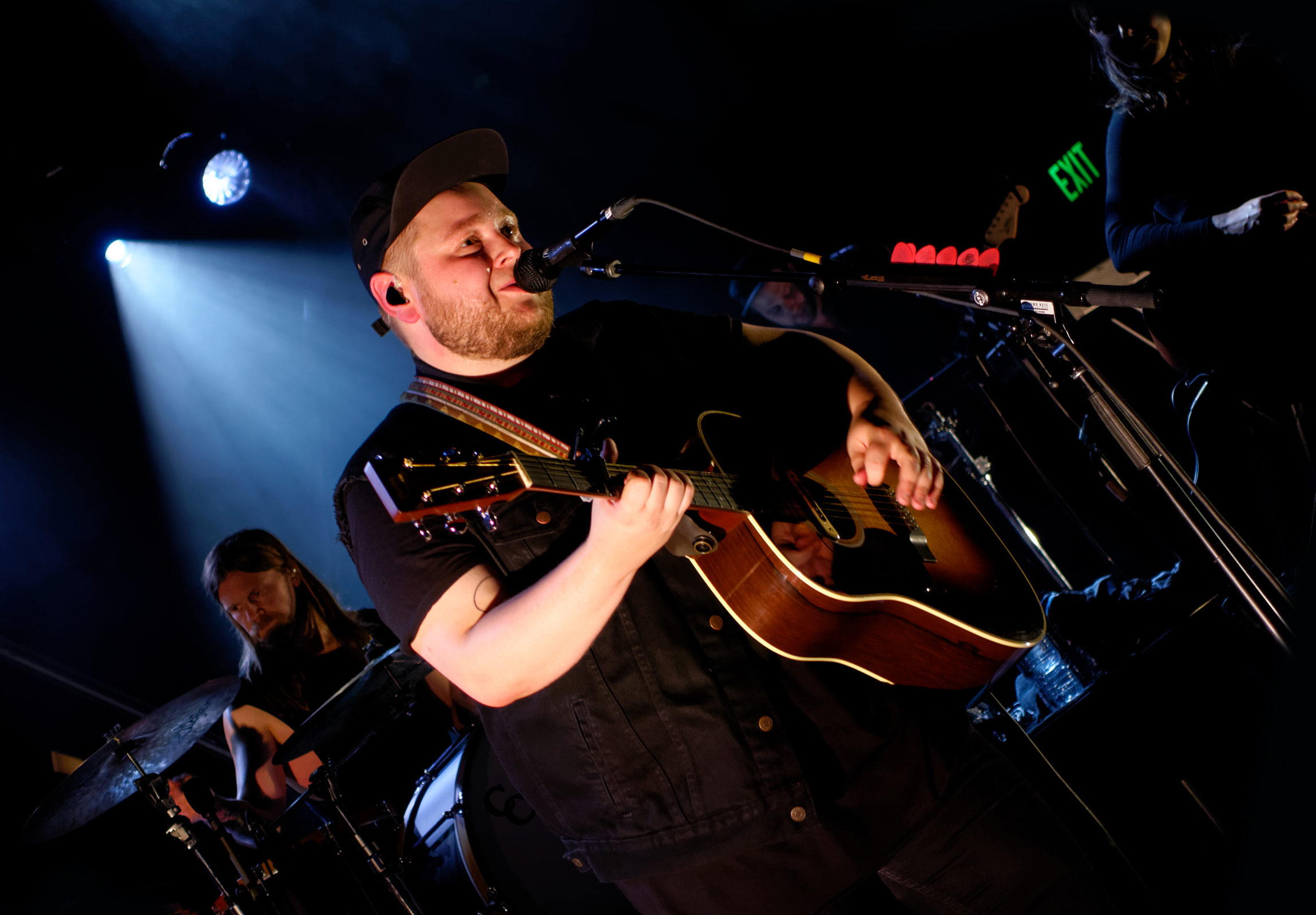
ライブで歌うラグナル・ソウルハッルッソン（2015年）

- ナッナ・ブリンディス・ヒルマルスドッティル(Nanna Bryndís Hilmarsdóttir)
- ラグナル・ソウルハッルッソン (Ragnar Þórhallsson)
- ブリニャル・レイフッソン (Brynjar Leifsson)
- アルナール・ローゼンクランツ・ヒルマルソン (Arnar Rósenkranz Hilmarsson)
- クリスチャウン・パッル・クリスチャウンソン (Kristján Páll Kristjánsson )

### 旧メンバー
- アウルニ・グウズヨウンソン (Árni Guðjónsson )

## ディスコグラフィ
スタジオ・アルバム
- My Head Is an Animal (2011)
- Beneath the Skin (2015)
- Fever Dream (2019)

## 日本公演
- 2013年
  - 1月24日 東京 原宿アストロホール[5][6]
  - 7月26日 新潟 フジロックフェスティバル'13 - ホワイト・ステージ[7]

- 2015年
  - 7月26日 新潟 フジロックフェスティバル'15 - レッド・マーキー[8]